# Ґреґ Деймен
Ґреґ Деймен (англ. Greg Dayman, 21 лютого 1947) — новозеландський хокеїст на траві.
Олімпійський чемпіон 1976 року, учасник 1972 року.